# Bildein
Bildein (tyskt uttal: [bɪlˈdaɪ̯n]
 ( lyssna), ungerska: Beled) är en kommun i förbundslandet Burgenland i Österrike. Kommunen har 348 invånare (2024), på en yta av 15,91 km². Kommunen gränsar i norr och öster till Ungern.
Kommunen består av två orter (Ortschaften) (inom parentes invånarantal 1 januari 2024):
- Oberbildein (183)
- Unterbildein (165)